# Hadena nisus
Hadena nisus là một loài bướm đêm trong họ Noctuidae.